# عمر أحمد (لاعب كرة قدم مواليد 1998)
عمر أحمد جوهر فرحان الحمادي (مواليد 6 سبتمبر 1998) لاعب كرة قدم إماراتي يجيد اللعب كلاعب وسط مع نادي مصفوت. 
مثل نادي خورفكان ونادي الشارقة ونادي البطائح ونادي الحمرية ونادي مصفوت.
هو شقيق اللاعب جوهر أحمد .

## روابط خارجية
- عمر أحمد (لاعب كرة قدم إماراتي) على موقع قاعدة بيانات كرة القدم.إي يو (الإنجليزية)
- عمر أحمد (لاعب كرة قدم إماراتي) على موقع Soccerway.com (الإنجليزية)